# سیارک ۱۴۵۷۱
سیارک ۱۴۵۷۱ (به انگلیسی: 14571 Caralexander، نامگذاری:1998QC45) چهارده هزار و پانصد و هفتاد و یکمین سیارک کشف شده‌است که در ۱۷ اوت ۱۹۹۸ کشف شد.
قدر مطلق سیارک برابر ۱۹.۵ است.